# Giba (Itálie)
Giba (sardinsky: Gìba) je italská obec (comune) v provincii Sud Sardegna v regionu Sardinie. Nachází se ve výšce 59 metrů nad mořem a má přibližně 1 900 obyvatel. Rozloha obce je 30,44 km².